# تقرن الجلد الاحمراري مع رنح
تقرن الجلد الاحمراري مع رنح هي حالةٌ تتميز بحدوث لويحات حمامية مفرطة التقرن مع  قشور بيضاء دقيقة مُتصلة موزعة بشكلٍ متماثل تقريبًا على الأطراف.